# Livret de famille (roman)
Pour les articles homonymes, voir Livret de famille (homonymie).
 (décembre 2018).
- Si vous ne connaissez pas le sujet, laissez ce bandeau (vous pouvez alors contacter les auteurs).
- Si vous supprimez le contenu mis en cause (vous pouvez préalablement contacter les auteurs),

argumentez précisément cette suppression dans la page de discussion
(un manque de référence n'est pas un argument ; une recherche réelle de référence doit avoir été effectuée, être formellement documentée).
 (décembre 2018).
 (décembre 2018).
Améliorez-le ou discutez des points à vérifier. 
Livret de famille est un livre partiellement autobiographique et romanesque de Patrick Modiano paru le 25 avril 1977 aux éditions Gallimard.
Cet auteur est connu pour mettre au jour les zones d'ombre de la Seconde Guerre mondiale. Selon lui « c'est le terreau - ou le fumier - d'où [il est] issu », puisque ses parents se sont rencontrés à cette époque. Il est en effet la mémoire d'une époque qu'il n'a pas vécue, mais qui le hante.
Il est le premier à écrire sur les crimes de la période de l’Occupation. Son premier texte, La Place de l’étoile (1968), forme avec ses deux œuvres suivantes, La Ronde de nuit (1969) et Les Boulevards de ceinture (1972), ce qu’on a appelé « la trilogie de l’Occupation ». Car ils mettent en scène des personnages qui ont réellement existé, et participé aux violences publiques et secrètes de la Collaboration, comme le père du narrateur, Albert Modiano. Ces Gestapistes français opéraient des rafles et torturaient dans des locaux près de la place de l’Étoile, Modiano y fera référence dans d'autres récits comme Remise de peine et Un pedigree, ainsi que dans Livret de famille.

## Résumé
Sous forme de quinze chapitres — constituant autant de nouvelles individuelles —, le narrateur, Patrick Modiano soi-même, évoque différents moments de sa vie qui dans les deux derniers chapitres présentent des recoupements de personnes ou de faits. Depuis la naissance de sa fille « Zénaïde » et sa déclaration à l'état-civil ou bien la recherche avec sa femme de son propre certificat de baptême fait urgemment à Biarritz en 1970 ; la description de la venue de sa mère, l'actrice Louisa Colpeyn, en France ; l'évocation des rêves de son oncle Alex et de sa grand-mère vivant rue Léon-Vaudoyer à Paris ou son passage quinze ans après l'avoir quitté dans son appartement d'enfance et de jeunesse du 15, quai Conti ; ses rapports quelque peu conflictuels avec son père Aldo ; en passant par les rencontres de mystérieux hommes (Koromindé, Marignan, les Openfeld, Rollner, « le Gros » de Rome) ou d'étranges couples (les Reynolde, Denise Dressler et son fantomatique père Harry) allant jusqu'à la quasi-découverte d'un ancien milicien français très actif dans la traque des juifs à Paris, rue Greffulhe, durant les années noires ; jusqu'à l'évocation de séjours en Tunisie ou d'une lointaine mémoire familiale liée à Alexandrie et au roi Farouk ; Patrick Modiano trace un cercle mémoriel et intime, parfois incertain, dans ce premier ouvrage où il expose ouvertement des éléments de sa vie.

## Personnages principaux
- Jean Koromindé: ami ancien d'Albert Modiano.
- Henri Marignan: rêve de retourner à Shanghai.
- La mère de l'auteur.
- Le père de l'auteur.
- Reynolde: richard en combine avec Albert Modiano.
- La femme de l'auteur.
- Robert Gerbault: speaker de Radio-Genève, ancien membre de la Gestapo.
- L'ex-Roi Farouk.
- Denise Dressel: fille d'Harry Dressel.

## Éditions
- Éditions Gallimard, coll. Blanche, 1977  (ISBN 978-2070183081).
- Éditions Gallimard, coll. « Quarto », 2013  (ISBN 9782070139569).

### Articles extraits de revues et de journaux
(12 décembre 2018).
- Jean-Louis Ezine, Patrick Modiano, L'homme du cadastre, Le Magazine littéraire no 332, mai 1995, p. 63 – 64.
- A. Vaguin, Une histoire d'amour, La Quinzaine littéraire no 685, 31 janvier 1996, p. 8.
- J.-F. Josselin, Modiano cantabile, Le Nouvel Observateur, 4 octobre 1996, p. 68.
- Éric Neuhoff, Patrick Modiano donne la parole aux femmes, Elle, février 1999, p. 26 – 27.
- D. de Lamberterie, M. Palmiéri, Patrick Modiano dans la peau d'un ado, Elle no 2886, avril  2001, p. 157 -158.
- P. Maury, Étrange caravane, Le Magazine littéraire no 302, septembre 1992.